# Cykliska modellen
Cykliska modellen är ett antal olika kosmologisk modeller som har det gemensamt att universum pulserar, det vill säga genomgår upprepade big bangs och big crunches om vartannat. Modellen lades ursprungligen fram på 1930-talet av bland annat Richard Tolman utan att nå framgång.
I modifierad form har 1930-talsmodellen lanserats igen på 2000-talet, men också denna gång har de observationsbevis som förts fram fått andra förklaringar.